# Ronald Venn
Ronald Venn (* 1980) ist ein deutscher Wirtschaftswissenschaftler und Professor (Senior Lecturer/Associate Professor) am Department of Organisation der Open Universiteit in den Niederlanden.

## Leben
Venn studierte Wirtschaftspsychologie an der Ruhr-Universität Bochum und erwarb einen M.Sc. in Strategischem Management an der Tilburg University. Er war als wissenschaftlicher Mitarbeiter an der Universität Hamburg am Lehrstuhl von Nicola Berg tätig und dort zum Dr. rer. pol. promoviert. Venn war Lecturer (Assistant Professor) an der Avans Hogeschool, bevor er einen Ruf an die Open Universiteit in den Niederlanden annahm. Neben seiner wissenschaftlichen Tätigkeit ist Venn als Berater tätig und leitet das Unternehmen Dr. Ronald Venn & Partner. 

## Forschungsschwerpunkte
Der primäre Forschungsschwerpunkt von Ronald Venn liegt im Bereich Organisationsentwicklung, wo er sich vor allem mit Innovation und Nachhaltigkeit beschäftigt. Seine Arbeiten basieren unter anderem auf dem Bottom of the Pyramid Ansatz und erforschen, inwieweit Innovationen den Ärmsten der Armen helfen können, ihre Lebenssituation zu verbessern.

## Schriften (Auswahl)
Venn hat zahlreiche Artikel in Fachzeitschriften veröffentlicht, unter anderem im South Asian Journal of Global Business Research.
Eine Auswahl der Veröffentlichungen:
- Ronald Venn, Nicola Berg: Building competitive advantage through social intrapreneurship. In: South Asian Journal of Global Business Research. Band 2, Nr. 1, 1. Januar 2013, ISSN 2045-4457, S. 104–127, doi:10.1108/20454451311303310.
- Ronald Venn, Nicola Berg: The Gatekeeping Function of Trust in Cross-sector Social Partnerships. In: Business and Society Review. Band 119, Nr. 3, 2014, ISSN 1467-8594, S. 385–416, doi:10.1111/basr.12038.